# Skuggan över stenbänken
Skuggan över stenbänken, 1982, är titeln på den första boken i Maria Gripes Skuggserie.

## Handling
Året är 1911, 14-åriga Berta bor i en liten stad tillsammans med sina föräldrar, lillasyster Nadja och storebror Roland. Dessutom har de både hushållerska och husa. En dag anställer de en ny husa, Carolin, och hon är inte lik någon annan husa de någonsin har haft. Hon dyker upp en kväll i november och vänder upp och ner på allt, och alla blir genast mycket förtjusta i henne. Men visst beter hon sig ganska märkligt ibland ?  Hur kommer det sig att hon är så intresserad av familjens gamla fotoalbum, och vart tar hon egentligen vägen om nätterna?

## Maria Gripes skuggserie
- 1982 Skuggan över stenbänken
- 1984 ...och de vita skuggorna i skogen
- 1986 Skuggornas barn
- 1988 Skuggömman

## Filmatisering
Skuggserien har blivit filmad som TV-serie under namnet Flickan vid stenbänken 1989; serien skildrar de tre första böckerna.